# Shmuel Levi

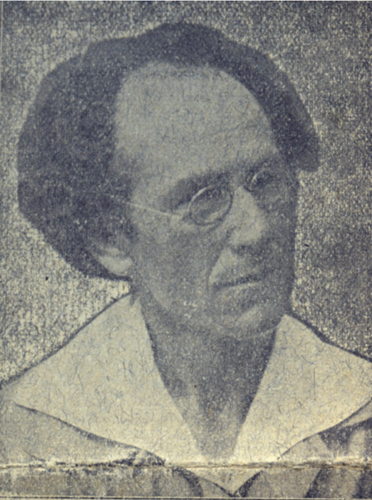
Shmuel Levi (1927)

Shmuel Levi Ophel (hebräisch שמואל לוי; * 14. März 1884 in Sofia; † Juli 1966 in Jerusalem) war ein israelischer Maler.

## Leben
Levi wurde 1884 in Sofia als Sohn von Naomi und Abraham Levi Pascha geboren. Der Name Ophel wurde von ihm als Pseudonym hinzugefügt, doch irgendwann gab er den Namen auf. Nach Abschluss der Schullaufbahn begann er sein Studium an der Nationalen Akademie der Künste in Sofia.
Mit der Gründung der Bezalel-Akademie im Jahr 1906 wanderte Shmuel Levi auf Einladung von Boris Schatz nach Palästina aus. Während seiner Zeit an der Akademie organisierte Levi den ersten Chor. Durch viel Erfolg wurde es ihm ermöglicht, 1913 an der Académie Julian tätig zu sein. Während seines Aufenthalts in Paris nahm er an der französischen Ausstellung Orientalist teil. Nach seiner Rückkehr nach Palästina zu Beginn des Ersten Weltkriegs war Shmuel Levi in der lokalen Kunstszene aktiv. Im Jahr 1920 gehörte er zu den Gründern der Jewish Artist Association und leitete deren erstes Komitee.
Er starb im Juli 1966 im Alter von 82 Jahren in Jerusalem.